# 井手春希
井手 春希（いで はるき、1998年10月19日 - ）は、静岡放送 (SBS) のアナウンサー。

## 人物
関西学院大学総合政策学部卒業。関西アナウンススクール出身。2021年4月に静岡放送 (SBS)へ入社。

## 現在の担当番組

### テレビ番組
- LIVEしずおか - 2022年4月4日〜 、月曜 - 木曜キャスター
  - 土石流から1年 まけるな！熱海 LIVEしずおか特別編- 2022年7月3日
  - おおみそかＳＰ　カズレーザーとＺ世代　超ホンネ会議-- 2022年12月31日
  - 政財界のリーダーに聞く　２０２３年の抱負課題-2023年1月4日
- 静岡新聞ニュース

### ラジオ番組
- 静岡新聞ニュース

## 過去の担当番組

### テレビ番組
- ORANGE - 月曜 - 水曜キャスター- 2022年1月～2022年3月・火曜リポーター - 2021年9月～

### ラジオ番組
- SATURDAY View→N-2021年10月～2022年3月26日
  - 2022年8月6日、 2023年1月21日　単発出演

## 単発出演

### テレビ番組
- 食べて、笑って、驚いてタカアンドトシin静岡　oh〜！もてなしツアー・　2021年10月17日-MC
- 静岡サッカー復活へ！-名将から探る道しるべ-・　2022年8月15日-ナレーション
- 静岡発そこ知り
  - グルメ＆温泉＆サウナ "冬のごちそう" 湯気１０選・　2021年12月22日-リポーター
  - 家康から学ぶすゑひろがりず駿河漫遊記・　2022年9月7日-ナレーション
  - 紅葉＆温泉 ゆったり満喫 いま旅 修善寺・　2022年11月16日-ナレーション
- あす号砲！第23回しずおか市町対抗駅伝～私が走る理由～・　2022年12月2日-ナレーション
- 五郎丸歩が学ぶ〜ビジネスの流儀〜・　2022年～-ナレーション

### ラジオ番組
- IPPO-2021年8月18日-フラダンス・エクササイズを紹介、2022年12月29日-代理パーソナリティー

## イベント
- MINIATURE LIFE展２　-田中達也 (ミニチュア写真家)見立ての世界-トークショー司会-2022年6月10日-清水文化会館マリナートギャラリー
- 浜名湖キューバ ヘミングウェイカップ イベント 司会-2022年7月16日-浜名港特設ステージ
- 東京ガールズコレクションしずおか2023 トークイベント-ツインメッセ静岡-2023年1月14日